# Axel Sjöblad
Axel Erland Sjöblad (* 3. November 1967 in Malmö) ist ein ehemaliger schwedischer Handballspieler.
Der 1,96 m große und zu seiner aktiven Zeit 90 kg schwere Axel Sjöblad spielte als Kreisläufer für LUGI HF in Lund und UMS Pontault-Combault in Frankreich. In der Schwedischen Nationalmannschaft debütierte Sjöblad 1988. Bei der Weltmeisterschaft 1990 schlug er im Finale überraschend die Sowjetische Mannschaft und wurde Weltmeister. Bei den Olympischen Spielen 1992 unterlag er der Auswahl der GUS und gewann die Silbermedaille. Bis 1993 bestritt er 75 Länderspiele, in denen er 83 Tore erzielte.
Axel Sjöblad arbeitet als TV-Kommentator für das schwedische Fernsehen und als Regional Vice President Sales für Gambro in Lund.